# Willie Mabon
Willie Mabon, född 24 oktober 1925, död 19 april 1985, var en amerikansk rhythm & blues-sångare, låtskrivare och pianist. Han största hit fick han med låten I Don't Know 1952 då den toppade Billboards R&B lista i åtta veckor.

## Fotnoter
1. 1 2 3 4 5  dödsattest, s. 3, läs online, läst: 12 september 2023.[källa från Wikidata]
2. 1 2  SNAC, SNAC Ark-ID: w65440qp, läs online, läst: 9 oktober 2017.[källa från Wikidata]